# Henri de Castries
Henri de Castries (Bayonne, 1954. augusztus 15. –) francia üzletember. Az AXA elnök-vezérigazgatója volt mindkét szerepköréből való visszavonulásáig, 2016. szeptember 1-ig.

## Életrajz
Henri de Castries 1976-ban szerzett diplomát a HEC Paris-n, az ENA-n pedig 1980-ban.
1980 és 1984 között De Castries könyvvizsgálói feladatokat látott el a francia pénzügyminiszternél, majd 1984-ben a francia kincstári adminisztráció tagja lett. 1986-ban részt vett a Jacques Chirac kormánya által kezdeményezett privatizációban, beleértve a Compagnie Générale d'Electricité-t, mai nevén Alcatel-Lucentet és a TF1-et, mindkettő a CAC 40-ben.
De Castries 1989-ben kezdte pályafutását az AXA-nál, amikor csatlakozott a központi pénzügyi irányításhoz. 1991-ben kinevezték főtitkárnak, aki a szerkezetátalakításért és az egyesülésekért (a Compagnie du Midi integrációjáért) felelős. 1993-ban vezérigazgatóvá nevezték ki, 1994-ben Észak-Amerikáért és az Egyesült Királyságért volt felelős, 1996-ban pedig a Paris Insurance Union (UAP) egyesüléséért és integrációjáért volt felelős. Elnöke volt az Equitable igazgatótanácsának (amelyből AXA Financial) 1997-ben, és 2000 óta az Igazgatóság elnöke. 2009-ben teljes felelősséget vállalt az AXA-ért, megerősítve az elnöki szerepet a vezérigazgatói szerepkörben.
De Castries hivatali idejének vége felé az AXA lett az első olyan globális pénzintézet, amely elkerülte a szénipari vállalatokba való befektetést, és 2015-ben 500 millió euró értékben értékesített szénnel kapcsolatos eszközöket. 2016-ban úgy döntött, hogy az AXA-nak csatlakoznia kell egy globális mozgalomhoz a felhagyás érdekében. beruházások. a dohányban, mintegy 2 milliárd dollár értékben értékesített cigarettagyártó cégek részvényeit és kötvényeit. 2016 márciusában bejelentették, hogy De Castries szeptember 1-jén visszavonul az AXA elnök-vezérigazgatói tisztségétől.
2016 végén De Castriest tartották a favoritnak, hogy átvegye az HSBC elnöki posztját; helyette Mark Tucker lett a pozíció. A 2017-es elnökválasztás előválasztása után François Fillon főtanácsadójaként dolgozott, és a média javasolta a jövőbeli pénzügyminiszteri posztra.
2017-ben De Castries elnökként és vezető tanácsadóként csatlakozott a General Atlantichoz, az Argus Media többségi részvényeséhez.